# 앤드루 영 (야구 선수)

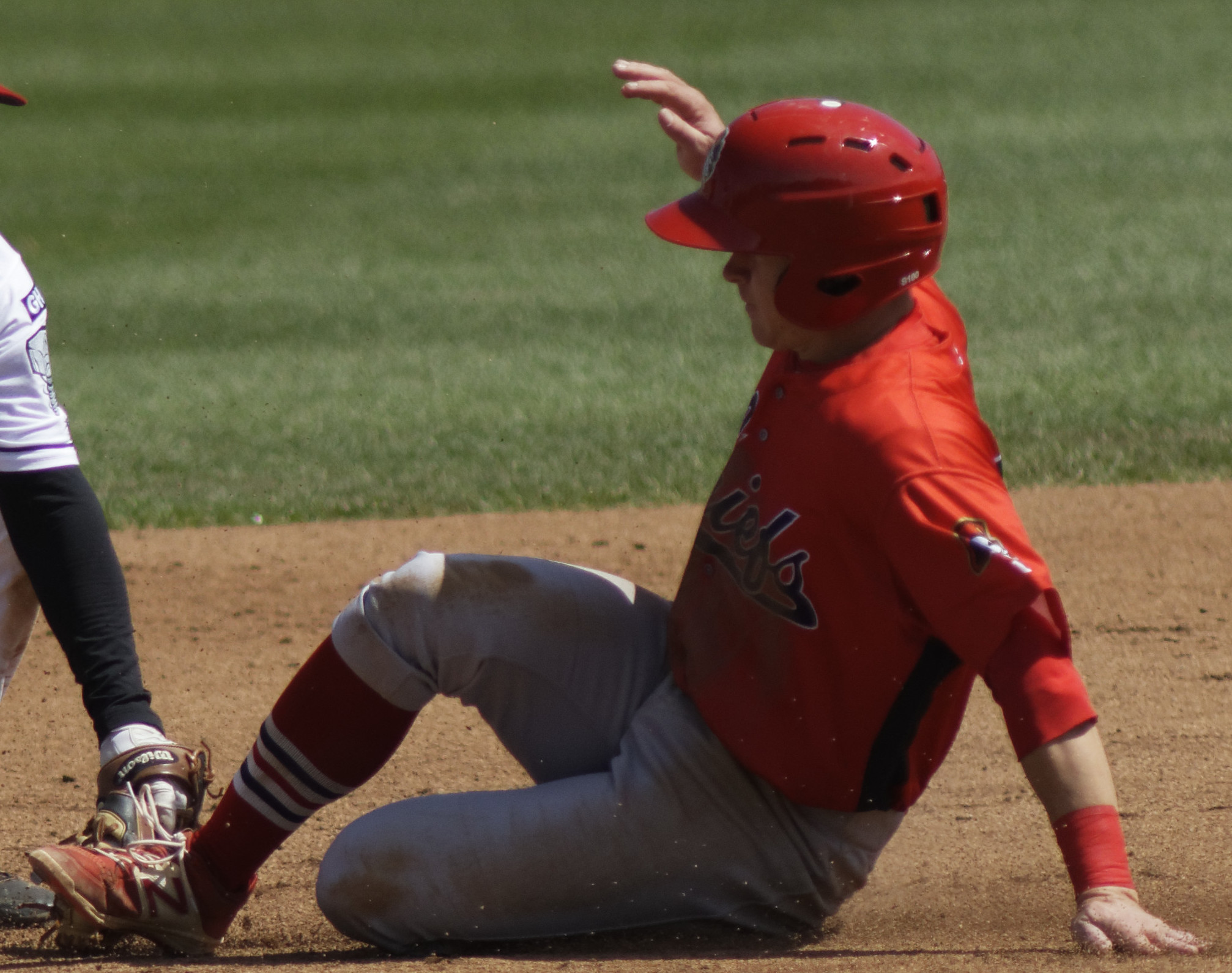
2017년 모습

앤드류 제이콥 영(Andrew Jacob Young, 1994년 5월 10일 ~ )은 미국의 프로 야구 내야수이자 FA이다. 2020년 애리조나 다이아몬드백스에서 MLB 데뷔를 했다.

## 아마추어 경력
영은 노스다코타 주 웨스트 파고에 있는 웨스트 파고 고등학교에 다녔다. 2012년 4학년 때 그는 타율 .389, 6홈런, 38타점을 기록하고 방어율 1.47로 5승 0패를 기록하며 올해의 노스다코타 게토레이 야구 선수로 선정되었다. 2012년 메이저 리그 야구 드래프트에서 고등학교를 졸업하지 못한 그는 대학 야구를 하기 위해 제임스타운 대학교에 등록했다. 1학년을 마친 후 그는 네오쇼 카운티 커뮤니티 칼리지로 편입했다. 네오쇼에서 2학년 시즌을 보낸 후 영은 인디애나 주립 대학교에 등록했다. 2015년 인디애나 주립대 주니어 시절 그는 54경기에서 타율 .296, 7홈런, 42타점을 기록했고 미주리 밸리 컨퍼런스 명예상을 받았다. 2016년 4학년 때 영은 56경기에서 .299/.414/.480, 6홈런, 34타점을 기록하며 미주리 밸리 컨퍼런스 세컨드팀에 이름을 올렸다. 4학년을 마친 후 그는 2016년 메이저 리그 베이스볼 드래프트 37라운드에서 세인트루이스 카디널스에 지명되었다.